# Shine-Ider
Shine-Ider (mongoliska: Шинэ-Идэр сум, Шинэ-Идэр, Shine-Ider Sum) är ett distrikt i Mongoliet.   Det ligger i provinsen Chövsgöl, i den centrala delen av landet, 500 km väster om huvudstaden Ulaanbaatar. Området består av 2050 km2 varav 1700 km2 utgörs av betesmark. År 2000 hade området 4 348 invånare, i huvudsak Khalkha den största folkgruppen i Mongoliet. 
År 2004 fanns det ungefär 111000 boskapsdjur i området. Ca 62000 får, 35000 getter, 7200 nötkreatur och jak, 5700 hästar och 56 kameler.

## Klimat
Ett kallt stäppklimat råder i trakten. Årsmedeltemperaturen i trakten är 0 °C. Den varmaste månaden är juli, då medeltemperaturen är 19 °C, och den kallaste är januari, med −20 °C. Genomsnittlig årsnederbörd är 316 millimeter. Den regnigaste månaden är juli, med i genomsnitt 81 mm nederbörd, och den torraste är februari, med 2 mm nederbörd.